# BRLix GNU/Linux
BRlix GNU/Linux, ex Famelix, fue una distribución Linux brasilera creada con la finalidad de ofrecer un ambiente similar al de Windows XP ("Linux con Aspecto de Windows XP"), de tal manera que en la migración desde un sistema operativo propietario a un sistema operativo libre se pueda aprovechar los conocimientos ya adquiridos por los usuarios.
BRLix GNU/Linux (antes Famelix GNU/Linux) es una distribución basada en Debian GNU/Linux. Su peculiaridad radica en la adaptación de la interfaz de usuario para que se asemeje lo máximo posible a Windows Vista (u opcionalmente a Windows XP).
Posee soporte para el idioma Portugués (Faculdade Metropolitana de Guaramirim, FAMEG) y Castellano (Universidad Austral de Chile (UACH).

## Principales características[5]
- Montaje automático de disquetes, CD-ROM's y Pen Drive.
- Ambiente de trabajo semejante al de Windows 98, XP o Vista.
- Reconocimiento automático de impresoras (Locales o Remotas).
- Reconocimiento automático de Grupos de Trabajo y Dominios Windows.
- Utilización de tipos de Letras comunes a Windows Vista (Arial, Times New Roman, etc).
- Soporte de juegos para Windows con Wine y Winex.
- Utilización del sistema a partir de CD (Live CD) i.e. Pruebas, por medios de la instalación en el Disco Duro.
- Soporte dinámico de cámaras digitales con conexión USB.
- Soporte para WebCam's incluso vía puerto paralelo.
- Soporte Suite MsOffice 2003 mediante Suite OpenOffice 2.0.
- Soporte para el idioma portugués (FAMEG) y castellano (UACh).
- Apoyo a las tarjetas 3d ATI, Intel y nVidia.
- Apoyo de ambiente 3d a través del Compiz fusión.

## Versiones

### Famelix GNU/Linux 1.1[6]
Esta distribución Famelix GNU/Linux fue iniciada por el Prof. David Emmerich Jourdain, en la Faculdade Metropolitana de Guaramirim, FAMEG, con objeto de crear una cultura de desarrollo de aplicaciones de base libre, en la región donde FAMEG está situada, una región al norte de Santa Catalina Próxima de Blumenau y Joinville.

### Famelix GNU/Linux 1.2
La Famelix GNU/Linux 1.2 es una distribución creada con la finalidad de ofrecer un ambiente similar al de Windows XP, "Linux con cara de XP", de tal manera que facilite la migración de usuarios del sistema operativo propietario a uno libre, y que se pueda aprovechar los conocimientos adquiridos por los usuarios.

### Famelix GNU/Linux 1.3[7]
La versión Famelix GNU/Linux 1.3 Profesional dentro de sus principales cambios están la actualización del Kernel a la versión 2.6.17, el ambiente gráfico KDE versión 3.5.5, una nueva suite de escritorio BrOffice 2.0, nuevo marcador para conexión DSL y ADSL, navegador web Firefox 2.0, actualizaciones del panel de control, UDEV, un nuevo agente de reconocimiento de dispositivos, nueva función de reconocimiento de pendrives y otros periféricos, nuevos temas y nuevo manejador, nuevos programas de gerencia personal y sincronización con el Palm, y mucho más.

### Famelix GNU/Linux 2.0 Hasta la Vista
Famelix GNU/Linux 2.0 "Hasta la Vista" con efectos de tercera dimensión basados en Beryl y Aixgl que, sin sombra de dudas, rompe el paradigma en el tratamiento del ambiente gráfico de usuario.

### Brlix GNU/Linux 1.2
Esta versión está disponible en el sitio www.brlix.com (en portugués)
BRLIX junto con otras aplicaciones de software libre  permiten el establecimiento de recursos eficaces, fáciles y seguros para los usuarios que no requieren un profundo conocimiento técnico de la computadora y permite el uso de sus conocimientos y experiencia con los sistemas operativos líderes en el mercado y los programas particular, por la similitud de la interfaz y su uso.

### BrLix GNU/Linux 2.1RC1[8]
Versión 2.1 RC1 anunciada el 22-02-2008. 
Soporte para cinco idiomas: portugués, italiano, español, alemán e inglés; montaje automático de medios de almacenamiento externo; basado exclusivamente en Debian y creado con la ayuda de los scripts de Debian Live; soporte para varias tarjetas de red inalámbrica; compatibilidad con efectos de escritorio 3D en tarjetas gráficas NVIDIA, ATI e Intel; el último Compiz Fusion con nueva funcionalidad; nuevo panel de control e instalador del sistema.